# Лео Рангел
Лео Рангел (на английски: Leo Rangell) е един от водещите американски психоаналитици, писател и учител, почетен президент на Международната психоаналитична асоциация. Интересува се главно от тревожността, несъзнателното взимане на решение и синдрома на компромис с цялостността. Защитава прозренията на фройдистката и хуманистична психиатрия в епоха все повече доминираща от антипсихотични лекарства.
Рангел е президент на Американската психоаналитична асоциация, както и на Международната психоаналитична асоциация в периода 1969 – 1973 г. Той е клиничен професор по психиатрия в Калифорнийския университет, Лос Анджелис и Калифорнийския университет, Сан Франциско. Също така е президент на Лосанджелиското психоаналитично общество и Психиатричното общество на Южна Калифорния през 1955 г.

## Биография
Роден е на 1 октомври 1913 година в Бруклин, Ню Йорк, САЩ, в семейство на имигранти от Източна Европа. Учи в Колумбийския университет, където получава бакалавърска степен с отличие през 1933 г. След завършване на медицинското училище към Чикагския университет, той се завръща в Ню Йорк. Започва да се интересува от психоанализата и от работата на австрийския психоаналитик Ото Фенихел.
Рангел работи за кратко в Нюйоркския психоаналитичен институт преди да се присъедини към Военновъздушните сили на САЩ, където е предвидена психиатрична помощ за пилоти, които са свалени и ранени, както и за бивши военнопленници. След края на войната, той се премества в Калифорния, където работи като професор по клинична психиатрия, в допълнение към частната си практика.
Докато се възстановява от сърдечна операция за байпас през 1995 г., Рангел започва да изпитва слухови музикални халюцинации. Въпреки че тези явления първоначално предизвикват загриженост, той скоро ги „прегръща“ като богати допълнения към своя вътрешен живот и пише за тях в книгата си „Музика в главата“.
Той е автор на над 450 книги, преподава в Университета на Калифорния в продължение на 50 години и продължава да се вижда с пациенти до последните дни на живота си.
Умира на 28 май 2011 година в Лос Анджелис на 97-годишна възраст от усложнение след хирургическа процедура.

## Кратка библиография
- The Mind of Watergate

- The Human Core
- Psychoanalysis at the Political Border
- My Life in Theory.